# Никола Здравев
Никола Здравев Наумов-Винце е български революционер, деец на Вътрешната македоно-одринска революционна организация.

## Биография
Никола Здравев е роден през 1866 година в градчето Крушево, тогава в Османската империя, днес в Северна Македония. Работи като шивач и подпомага ВМОРО от 1898 година. В 1900 година е заклет в организацията от учителя Даме Ночев. Изпратен е същата година в Крушеани, където заклева селяните за революционното дело и ги обучава в боравене с оръжие. През 1903 година емигрира в България, но през 1906 година се връща в Крушево, където ръководи градския комитет и организационния съд заедно с учителите Миле Илчев и Стерю Блажев. На 16 ноември 1951 година подава молба за илинденска пенсия.